# Takasaki
Takasaki (高崎市 Takasaki-shi?) es una ciudad de la prefectura de Gunma, Japón. Se localiza en el noroeste de la llanura de Kantō (関東平野) y al este de la capital prefectural, está situada tierra adentro alejándose más de 100 km de la costa, y a 97 m.s.n.m (alcaldía). Su área es de 459,41 km² y su población estimada es de 366 625 (2024).

## Etimología
Originalmente, los terrenos donde se sitúa Takasaki se denominaban Wada (和田). Se cuenta que, cuando se completó el castillo de Takasaki sobre el lugar que ocupaba anteriormente el castillo de Wada, el señor del castillo, Ii Naomasa, quiso renombrar el lugar como Matsukazawa (松ヶ崎). Al trasladarle este asunto al abad del templo Ryukou-ji, en quien confiaba, este le dijo "Ciertamente ese nombre es majestuoso. Sin embargo, los árboles crecen y se marchita, ya que no es raro que las cosas mundanas tengan periodos de apogeo y de decadencia. Oh, señor, usted, por orden de nuestro señor Ieyasu, erigió un castillo en los terrenos de Wada como símbolo de que había logrado grandes hazañas para convertirse en daimio y ahora se encuentra en la cúspide de poder. ¿No sería mejor inspirarse en los caracteres de "gran éxito" (成功高大) y llamar a ese lugar "Takasaki" (高崎).
Al escuchar las palabras juiciosas de Naoto Shiroinori, Naomasa se alegró y decidó cambiar el nombre de "Wada" por el de "Takasaki". Como agradecimiento, le añadió los caracteres de "Takasaki" al letrero del templo de Ryukou-ji que el abad había trasladado desde Minowa..

## Geografía

Vista aérea de Takasaki

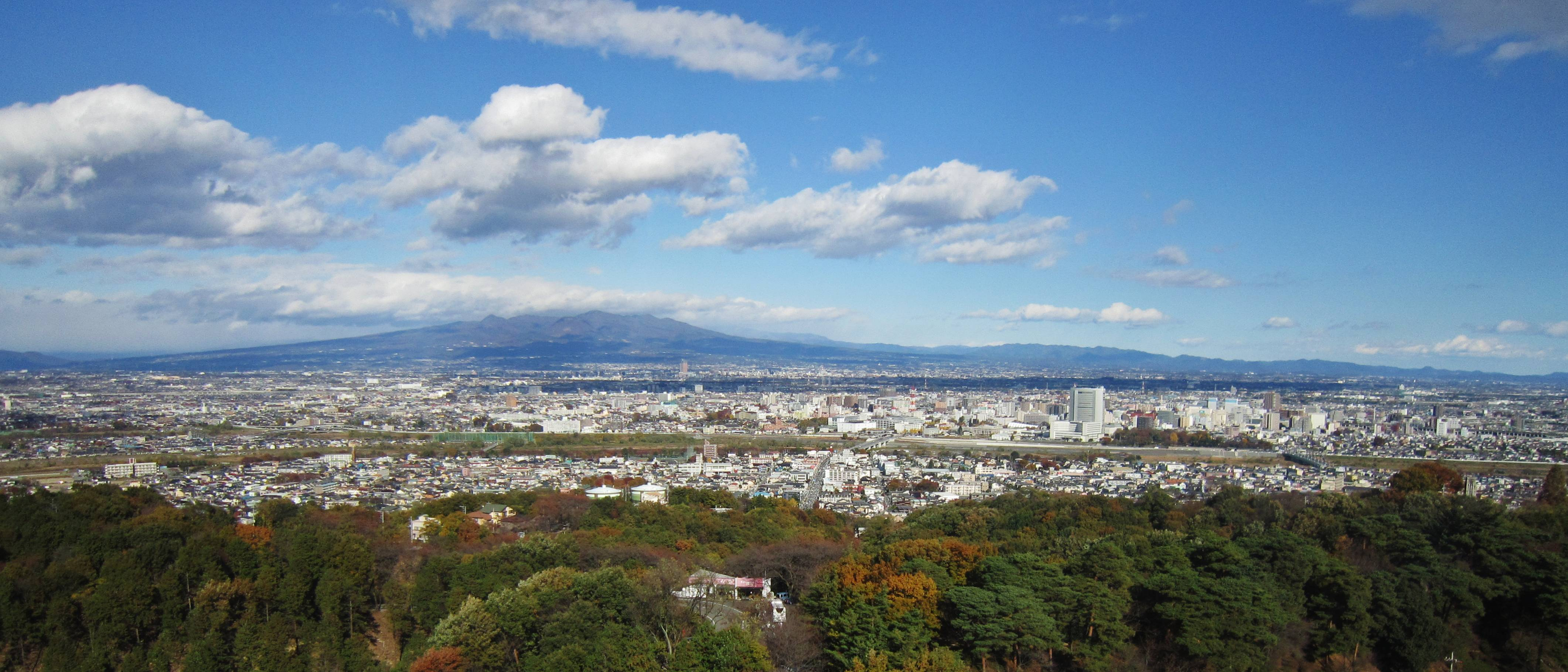
Vista de Takasaki desde la Byakue Daikannon

Takasaki se localiza al noroeste de la prefectura de Gunma. Se encuentra entre 90 y 100 km del centro de la prefectura de Tokio. La parte occidental del término municipal limita con la localidad de Karuizawa, en la prefectura de Nagano. Por el lado este, linda con la ciudad de Maebashi.
Desde la ciudad, se pueden los picos Jomonsan (el monte Akagiyama, el monte Haruna y el monte Myogi). Además, gran parte de la ladera sur del monte Haruna se localiza dentro del término municipal。 Por otra parte, por Takahashi fluyen los ríos Tone, Karasu y Usui. El curso del río Karasu se encuentra principalmente dentro de la ciudad.
La altura sobre el nivel del mar del núcleo urbano de Takashi solo es de 97.1。En cambio, en el límite septentrional y occidental del municipio se superan los 1000 m de altitud.
| Noroeste: Naganohara               | Norte: Agatsuma Este      | Noreste: Shibukawa y Shinto |
| Oeste: Annaka y Karuizawa (Nagano) |                           | Este: Maebashi y Tamamura   |
| Suroeste: Kamisato (Saitama)       | Sur: Fujioka y Kanramachi | Sureste: Tomioka            |

Clima
Takasaki se ve influido por un clima de corte continental húmedo y por la influencia de las corrientes del Pacífico. En invierno, las corrientes de aire seco que proceden del nornoroeste provocan que las precipitaciones sean escasas. Durante la temporada estival, las temperaturas diurnas son elevadas y, a veces, son las más altas de Japón. Durante la madrugada las temperaturas bajan y las noches por encima de los 25 grados son raras. El récord histórico de temperatura son los 40,3 °C del día 4 de julio de 1998. Supone la vigésima temperatura más alta registrada en Japón.
| Parámetros climáticos promedio de Kamisatomi, Takasaki (1991−2020 usuales, extremas 1977−presente) | Parámetros climáticos promedio de Kamisatomi, Takasaki (1991−2020 usuales, extremas 1977−presente) | Parámetros climáticos promedio de Kamisatomi, Takasaki (1991−2020 usuales, extremas 1977−presente) | Parámetros climáticos promedio de Kamisatomi, Takasaki (1991−2020 usuales, extremas 1977−presente) | Parámetros climáticos promedio de Kamisatomi, Takasaki (1991−2020 usuales, extremas 1977−presente) | Parámetros climáticos promedio de Kamisatomi, Takasaki (1991−2020 usuales, extremas 1977−presente) | Parámetros climáticos promedio de Kamisatomi, Takasaki (1991−2020 usuales, extremas 1977−presente) | Parámetros climáticos promedio de Kamisatomi, Takasaki (1991−2020 usuales, extremas 1977−presente) | Parámetros climáticos promedio de Kamisatomi, Takasaki (1991−2020 usuales, extremas 1977−presente) | Parámetros climáticos promedio de Kamisatomi, Takasaki (1991−2020 usuales, extremas 1977−presente) | Parámetros climáticos promedio de Kamisatomi, Takasaki (1991−2020 usuales, extremas 1977−presente) | Parámetros climáticos promedio de Kamisatomi, Takasaki (1991−2020 usuales, extremas 1977−presente) | Parámetros climáticos promedio de Kamisatomi, Takasaki (1991−2020 usuales, extremas 1977−presente) | Parámetros climáticos promedio de Kamisatomi, Takasaki (1991−2020 usuales, extremas 1977−presente) |
| Mes                                                                                                | Ene.                                                                                               | Feb.                                                                                               | Mar.                                                                                               | Abr.                                                                                               | May.                                                                                               | Jun.                                                                                               | Jul.                                                                                               | Ago.                                                                                               | Sep.                                                                                               | Oct.                                                                                               | Nov.                                                                                               | Dic.                                                                                               | Anual                                                                                              |
| -------------------------------------------------------------------------------------------------- | -------------------------------------------------------------------------------------------------- | -------------------------------------------------------------------------------------------------- | -------------------------------------------------------------------------------------------------- | -------------------------------------------------------------------------------------------------- | -------------------------------------------------------------------------------------------------- | -------------------------------------------------------------------------------------------------- | -------------------------------------------------------------------------------------------------- | -------------------------------------------------------------------------------------------------- | -------------------------------------------------------------------------------------------------- | -------------------------------------------------------------------------------------------------- | -------------------------------------------------------------------------------------------------- | -------------------------------------------------------------------------------------------------- | -------------------------------------------------------------------------------------------------- |
| Temp. máx. abs. (°C)                                                                               | 20.1                                                                                               | 25.7                                                                                               | 27.9                                                                                               | 32.0                                                                                               | 35.6                                                                                               | 39.0                                                                                               | 40.3                                                                                               | 38.9                                                                                               | 38.8                                                                                               | 32.1                                                                                               | 26.4                                                                                               | 24.0                                                                                               | '                                                                                                  |
| Temp. máx. media (°C)                                                                              | 9.3                                                                                                | 10.2                                                                                               | 13.8                                                                                               | 19.2                                                                                               | 24.0                                                                                               | 26.5                                                                                               | 30.0                                                                                               | 31.2                                                                                               | 27.0                                                                                               | 21.7                                                                                               | 16.5                                                                                               | 11.6                                                                                               | 20.1                                                                                               |
| Temp. media (°C)                                                                                   | 2.6                                                                                                | 3.5                                                                                                | 7.0                                                                                                | 12.6                                                                                               | 17.6                                                                                               | 21.2                                                                                               | 24.9                                                                                               | 25.8                                                                                               | 21.8                                                                                               | 16.0                                                                                               | 10.0                                                                                               | 4.9                                                                                                | 14                                                                                                 |
| Temp. mín. media (°C)                                                                              | -2.8                                                                                               | -2.2                                                                                               | 0.9                                                                                                | 6.3                                                                                                | 11.8                                                                                               | 16.7                                                                                               | 20.8                                                                                               | 21.7                                                                                               | 17.9                                                                                               | 11.5                                                                                               | 4.9                                                                                                | -0.4                                                                                               | 8.9                                                                                                |
| Temp. mín. abs. (°C)                                                                               | -9.0                                                                                               | -9.3                                                                                               | -7.1                                                                                               | -3.4                                                                                               | 0.9                                                                                                | 6.8                                                                                                | 13.8                                                                                               | 12.9                                                                                               | 7.0                                                                                                | 1.0                                                                                                | -2.9                                                                                               | -7.6                                                                                               | '                                                                                                  |
| Precipitación total (mm)                                                                           | 29.1                                                                                               | 26.8                                                                                               | 61.0                                                                                               | 78.9                                                                                               | 112.2                                                                                              | 173.1                                                                                              | 221.4                                                                                              | 221.6                                                                                              | 214.2                                                                                              | 147.7                                                                                              | 45.4                                                                                               | 23.6                                                                                               | 1354.9                                                                                             |
| Días de precipitaciones (≥ 1.0 mm)                                                                 | 3.5                                                                                                | 4.1                                                                                                | 8.0                                                                                                | 8.8                                                                                                | 10.4                                                                                               | 14.2                                                                                               | 16.0                                                                                               | 14.4                                                                                               | 13.2                                                                                               | 10.1                                                                                               | 5.8                                                                                                | 3.9                                                                                                | 112.4                                                                                              |
| Horas de sol                                                                                       | 208.1                                                                                              | 200.3                                                                                              | 207.6                                                                                              | 206.4                                                                                              | 202.7                                                                                              | 140.7                                                                                              | 154.2                                                                                              | 178.3                                                                                              | 137.4                                                                                              | 154.4                                                                                              | 179.4                                                                                              | 193.6                                                                                              | 2163.1                                                                                             |
| Fuente n.º 1: Japan Meteorological Agency                                                          | | | | | | | | | | | | | |
| Fuente n.º 2: 理科年表                                                                             | | | | | | | | | | | | | |

## Demografía
Takasashi alberga una población de 366 625 habitantes, de los cuales 7216 son de nacionalidad extranjera. 
| País               | Hombres | Mujeres | Total |
| ------------------ | ------- | ------- | ----- |
| China              | 573     | 840     | 1413  |
| Vietnam            | 753     | 585     | 1315  |
| Filipinas          | 255     | 741     | 996   |
| Indonesia          | 500     | 251     | 751   |
| Nepal              | 244     | 236     | 480   |
| Corea del Sur      | 205     | 252     | 457   |
| Tailandia          | 58      | 304     | 361   |
| Birmania           | 54      | 78      | 132   |
| Estados Unidos     | 80      | 52      | 132   |
| Sri Lanka          | 89      | 38      | 128   |
| República de China | 13      | 89      | 102   |
| Coreanos           | 40      | 37      | 77    |
| India              | 56      | 20      | 76    |
| Pakistán           | 57      | 17      | 74    |
| Perú               | 29      | 20      | 49    |
| Mongolia           | 13      | 30      | 43    |
| Bangladés          | 30      | 12      | 42    |
| Reino Unido        | 27      | 7       | 34    |
| Camboya            | 23      | 8       | 31    |

## Política

### Asamblea municipal
La composición del pleno municipal de Takasaki es la siguiente:
| Partido | Partido                    | Partido | Concejales |
| ------- | -------------------------- | ------- | ---------- |
|         | Grupo Nuevo Viento         | GNV     | 19/38      |
|         | Club de Ciudadanos         | CC      | 6/38       |
|         | Komeito                    | KMT     | 5/38       |
|         | Futuro de Takasaki         | FDT     | 3/38       |
|         | Partido Comunista de Japón | PCJ     | 2/38       |
|         | Independents               |         | 3/38       |

Lista de alcaldes
| Legislatura | Alcalde               | Comienzo del mandato     | Fin del mandato         |
| ----------- | --------------------- | ------------------------ | ----------------------- |
| 1           | Hachirō Yajima        | 18 de julio de 1900      | 16 de julio de 1906     |
| 2           | Ubuzawa Ichitarō      | 20 de julio de 1906      | 9 de octubre de 1908    |
| 3-4         | Nobuyasu Uchida       | 5 de noviembre de 1908   | 4 de noviembre de 1918  |
| 5           | Shūtarō Furuki        | 3 de febrero de 1919     | 22 de julio de 1921     |
| 6           | Zenji Tsuchiya        | 1 de septiembre de 1921  | 31 de agosto de 1925    |
| 7           | Tōru Aoki             | 9 de enero de 1926       | 8 de enero de 1930      |
| 8           | Tetsukichirō Kanayama | 3 de marzo de 1930       | 26 de abril de 1930     |
| 9           | Saksaburō Sekine      | 10 de mayo de 1930       | 21 de agosto de 1932    |
| 10          | Ichizō Yamaura        | 29 de agosto de 1932     | 28 de agosto de 1936    |
| 11-13       | Munetarō Kubota       | 11 de septiembre de 1936 | 15 de noviembre de 1946 |
| 14-15       | Hirokazu Kojima       | 10 de abril de 1947      | 1 de mayo de 1955       |
| 16-19       | Keizaburō Sumitani    | 2 de mayo de 1955        | 1 de mayo de 1971       |
| 20-23       | Kenji Numaga          | 2 de mayo de 1971        | 1 de mayo de 1987       |
| 24-29       | Yukio Matsuura        | 2 de mayo de 1987        | 1 de mayo de 2011       |
| 30-33       | Kenji Tomioka         | 2 de mayo de 2011        | en el cargo             |

## Transporte
Ferrocarril y Teleférico

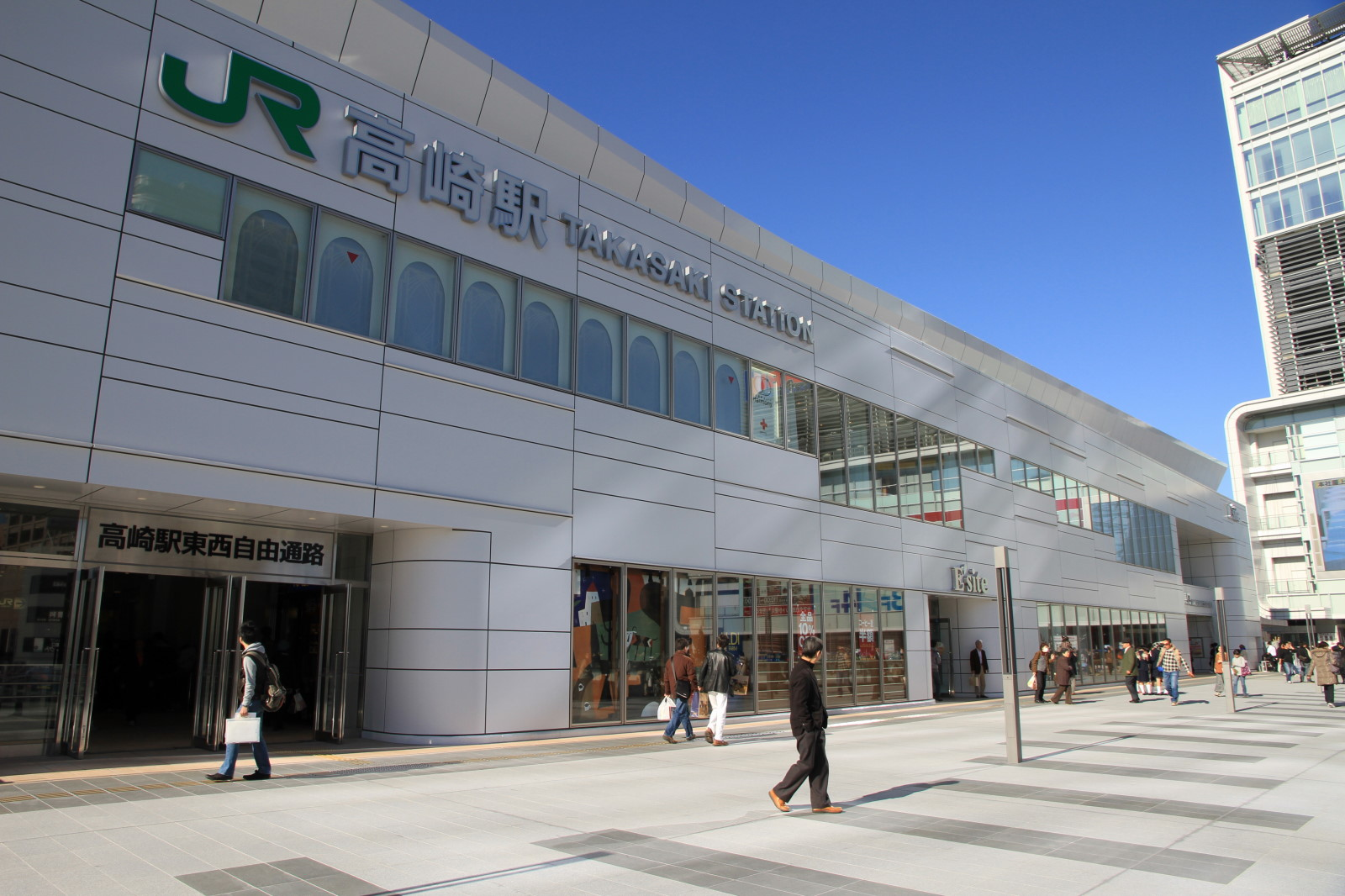
Estación de Takasaki Acceso Este（E’site）

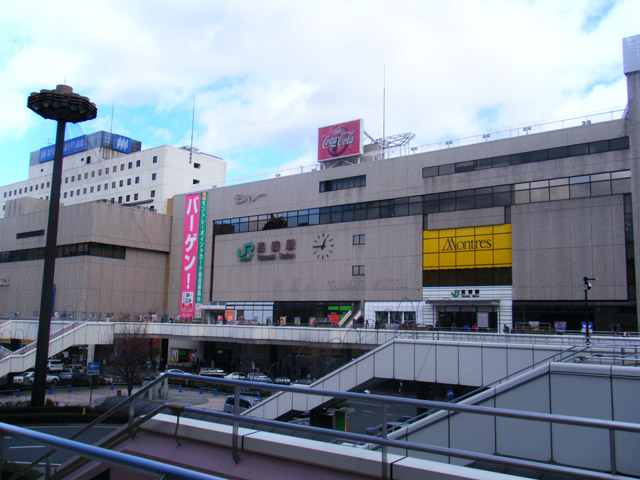
Estación de Takasaki Acceso Oeste（Montres）

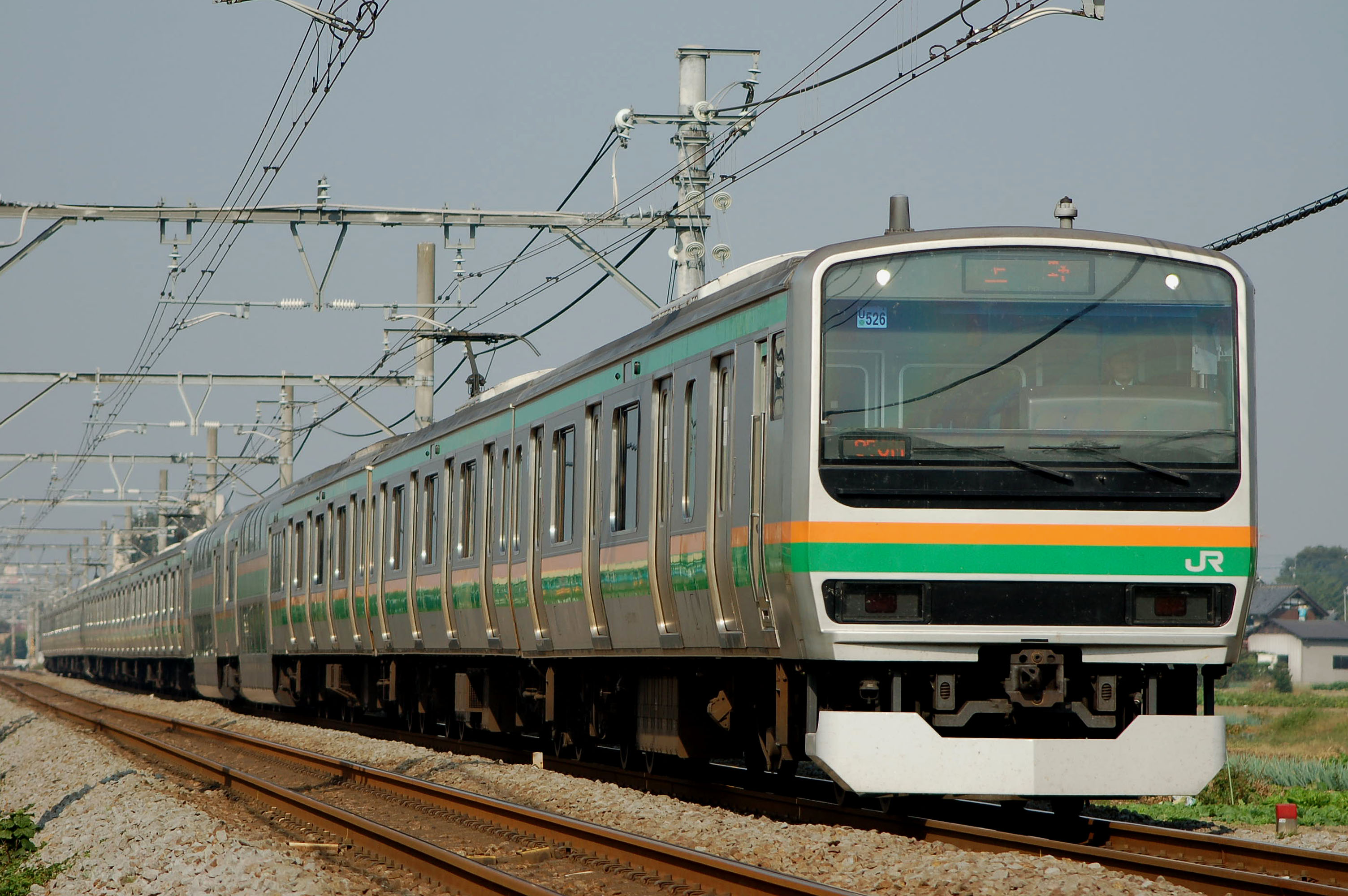
Línea Takasaki（E231）

La estación de Takasaki es la estación central de la ciudad y supone la puerta de entrada a la prefectura de Gunma.
- Estación central：Estación de Takasaki

East Japan Railway Company（JR East）
 Jōetsu Shinkansen・Hokuriku Shinkansen
- - Estación de Takasaki -

 Línea Takasaki・■Línea Ueno-Tokio・ Línea Shonan-Shinjuku
- Estación de Takasaki - Estación de Kuraganoe - Estación de Shinmachi -

■Línea Joetsu・■Línea Agatsuma・■Línea Ryomo
- Estación de Takasaki - Estación de Takasakitonyamachi - Estación de Ino -

■Línea principal Shinetsu
- 高崎駅- Estación de Kita-Takasaki - Estación de Gunma-Yawata -

■Línea Hachiko
- Estación de Takasaki  - Estación de Kuraganoe -

Jōshin Electric Railway 
■Línea Joshin
- Estación de Takasaki - Estación de Minami-Takasaki - Estación de Sanonowatashi - Estación de Negoya - Takasakishoka Daigakumae - Estación de Yamana - Estación de Nishi Yamana - Estación de Maniwa - Estación de Yoshii - Estación de Nishi Yoshi -

■Teleférico de Tanigawadake
Teleférico del monte Haruna

### Carreteras
- – Takasaki-Tamamura Smart Interchange – Takasaki Junction – Takasaki Interchange – Maebashi Interchange
- – Yoshii Interchange
- – Takasaki Junction
- Ruta Nacional 17
- Ruta Nacional 18
- Ruta Nacional 254
- Ruta Nacional 354
- Ruta Nacional 406

## Patrimonio
- Castillo de Takasaki
- Castillo de Takatome
- Templo de Shorinzan Daruma

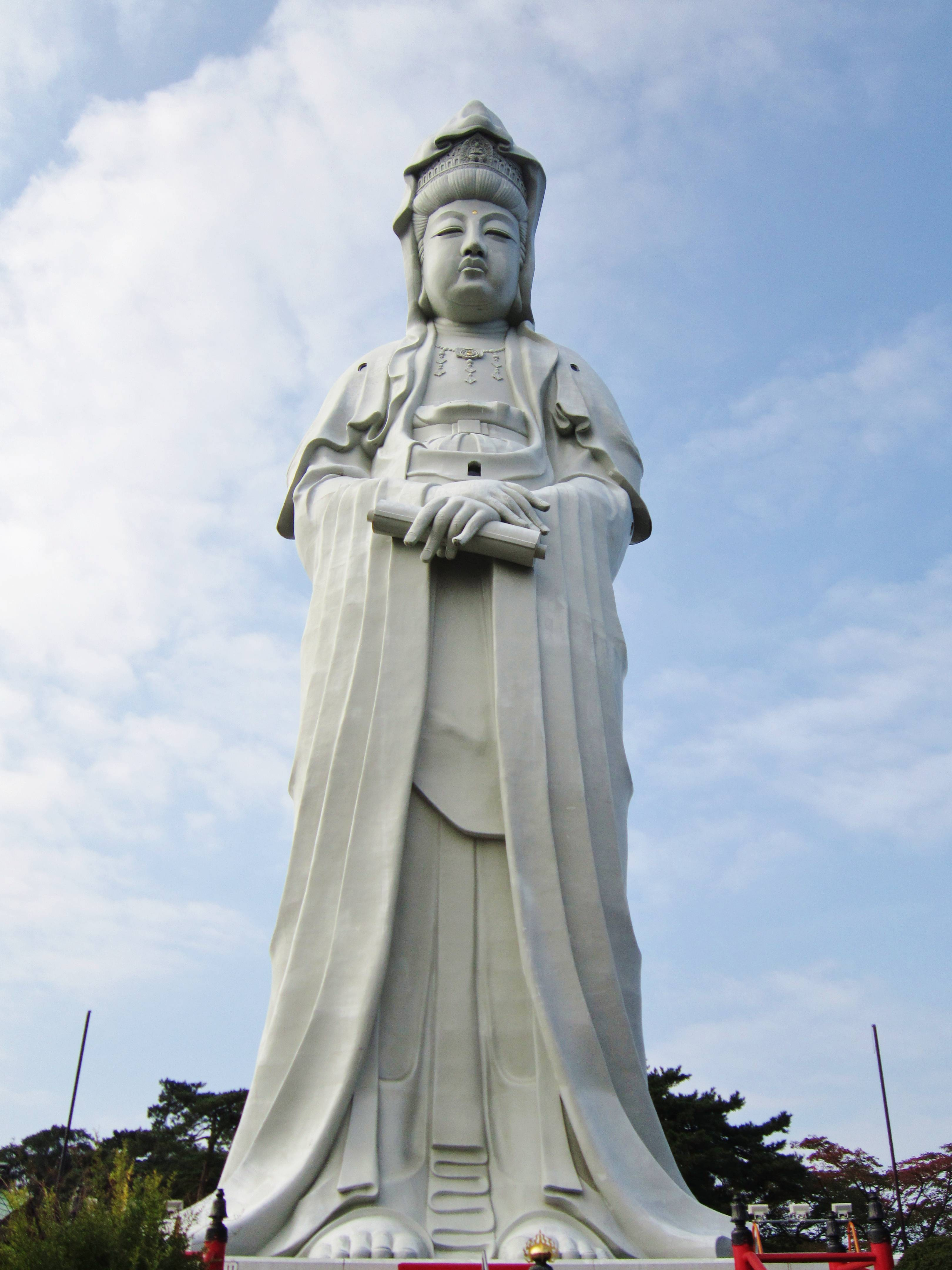
Estatua de Byakue Daikannon

  - Situado al occidente del municipio, es un templo adscrito a la escuela Obaku. Todos los años se celebra allí, del 6 al 7 de enero el festival llamado "Ciudad de los daruma".
- La Byakue Daikannon de Takasaki
- Templo de Chokoku
- Jigen-ji
- 高崎市染料植物園
- Puente Hibiki
- Castillo de Minowa:Lugar Histórico Nacional
- Jardines de Kyushimodate
- Lago Narusawa
- Estela de Yamanoue：Registro de la Memoria del Mundo
- Estela de Kanaizawa：Registro de la Memoria del Mundo
- Estela de Tagobi：Registro de la Memoria del Mundo
- Kofun de Watanuki Kannonyama：Lugar Histórico Nacional
- Kofun de Sengenyama：Lugar Histórico Nacional
- Kofun de Motoshima Nashogunjuka
- Ruinas de Templo de Kozuke Kokubun

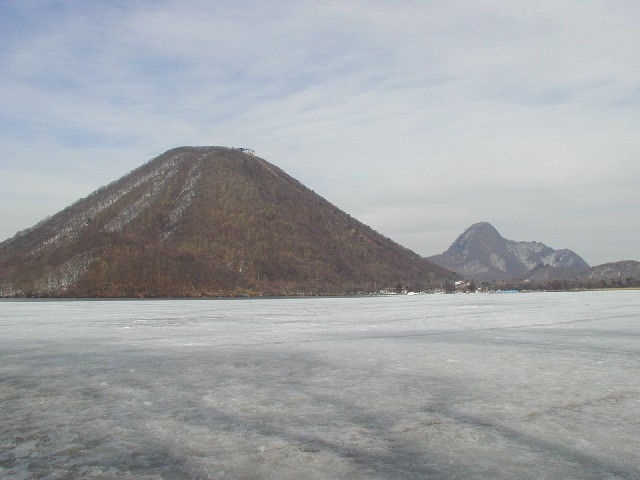
Vista invernal del lago Haruna y del monte homónimo

- Lago HarunaVista invernal del lago Haruna y del monte homónimo
- Santuario de Haruna
- Monte Haruna
- Cueva de Kannon
- Manantial de Kannon
- Kofun de Hachiman Kannonzuka
- Dosojin
- Tozen-ji

### Parques
- Parque Haruna
  - Parque de la Prefectura de Gunma inaugurado el 28 de abril de 1924 para conmemorar la boda del Emperador Hirohito y la Emperatriz Kojun. Abarca 395 hectáreas, incluido el lago Haruna en la cima del monte Haruna.[11]。
- El bosque de Gunma
- Parque de Takasaki
- Parque de las ciudades hermanadas
- Parque de Kamitsukenu Haniwano-sato
- Bosque de ciruelos Misato
- Parque de la garganta del río Karasu
- Parque Mitsu-ji
- Parque Kannon-san

## Deportes

### Clubes・Asociaciones deportivas
Fútbol
- Arte Takasaki（Desaparecido en 2011）

Béisbol・Softball
- Gunma Diamond Pegasus（ Baseball Challenge League）
- Bic Camera Takasaki Bee Queen（Japan Diamond Softball League）
- Taiyo Yuden Solfille（Japan Diamond Softball League）

#### Estadios
- Estadio de Hamagawa（Hamagawa-cho 208）

## Ciudades hermanadas
Taksaki está hermanada con:
- Battle Creek, Míchigan, Estados Unidos (1981)
- Muntinlupa, Gran Manila, Filipinas (2006)
- Pilsen, República Checa (1990)
- Santo André, São Paulo, Brasil (1981)

### Ciudades amigas
- Chengde, Hebei, China (1987)
- Kanazawa, Ishikawa, Japón (2008)